# ریوسی سوگانو
ریوسی سوگانو (ژاپنی: 菅野 隆星؛ زادهٔ ۳ نوامبر ۲۰۰۲) بازیکن فوتبال اهل ژاپن است.
از باشگاه‌هایی که در آن بازی کرده‌است می‌توان به باشگاه فوتبال گامبا اوساکا اشاره کرد.